# ヌース
ヌース（ヌウス、古希: νους、古代ギリシア語ラテン翻字: nous）は、知性、理性、精神、心などの語句で日本語に訳されるギリシャ語。
ヌースは「理性」を意味するが、順を追って過程的に思考する推論理性ではなく、全体を一挙に把握する直観理性を意味する。したがってアリストテレスでは、理性(ヌース)は事物の本質を把握する能力、推論の原理を把握する能力を意味する。広義には、事物を弁別する能力、すなわち「分別」を意味した。ヌースをもつ人とは「分別のある人」である。
語源的には、「観(み)る」「識別する」「嗅(か)ぎ分ける」を意味する動詞ノエイン（noein）に由来するが、初期の哲学者たちによって早くから、感覚の識別能力に対して、感覚に隠された事物の同一と差別を識別する高次の精神能力とされた。

## 歴史

### 古代
アナクサゴラスは世界はヌースが支配しており、人間はヌースを把握することができると考えた。
プラトンは、上記のアナクサゴラスの用法を継承しつつ（『パイドン』）、『国家』『法律』などで、世界・宇宙を秩序立てて運行している神（神々）のヌースと、そうした目に見えない・感覚できない「神的・イデア的な秩序」を、弁証術（ディアレクティケー）による学究の果てに直観的に認識・把握する、人間側の高度な知的能力としてのヌースの2種類に分けて説明している。
（また、後に新プラトン主義のプロティノスは、『パルメニデス』『ティマイオス』等の記述に基づいて、万物は一者から流出したヌースの働きによるとした。）
アリストテレスも、プラトンの「高度な知的能力」としてのヌースの用法を継承しており、『ニコマコス倫理学』第6巻第6章などで、それを説明している。
ストア派においては、ロゴスとほぼ同義で用いられる。

### 近代
イマヌエル・カントの哲学においては、この語から派生した「ヌーメノン」（noumenon, 考えられたもの）という語が、「物自体」と同義で用いられる。

## 宗教におけるヌース

### キリスト教
キリスト教の新約聖書では、一般的に現代英語では「mind:心」と訳されるヌース(nous)またはヌース(noos)について言及しているが、神の意志(will)または法(law)との関連性も示している。
- ローマ人への手紙(7:23)は、体の中にある罪の法則とは対照的に、著者のヌースの中にある律法である神の律法 (nomos) について言及している。

- ローマ人への手紙(12:2)は、キリスト者がこの世に順応するのではなく、神の意思が何であるかを判断できるように、自らのヌースを新たにすることによって絶えず変容されるべきであると要求している。

- 第 1 コリント(14:14-14:19)は、「異言で話すこと(Speaking in tongues)」について議論し、理解できない異言で話す人は理解力（ヌース）も持つことを好むべきであり、聞き手にとっても理解できる方が良いと述べている。

- エペソ人への手紙(4:17-4:23):　非キリスト教徒がどのように価値のないヌースを持っているかについて議論しているが、キリスト教徒は自分たちのヌースの霊 (プネウマ) を更新するよう努めるべきである。

- 第 2 テサロニケ(2:2): 心が悩んでいることを指す言葉として使われる。

- ヨハネの黙示録 (17:9):「知恵を持ったヌースがここにある」。

キリスト教の教父たちの著作では、健全なヌース、つまり純粋なヌースが知恵の育成に不可欠であると考えられている。

### 西洋キリスト教に影響を与えた哲学者
中世初期にはヨーロッパのほとんどの国で哲学的著作は一般的に読まれたり教えられたりすることはなかったが、ボエティウスやヒッポのアウグスティヌスのような作家の著作は重要な例外となった。どちらも新プラトン主義の影響を受けており、カロリング朝ルネサンスの時代やスコラ哲学の初期に既に知られていた古い作品の1つであった。
初期のアウグスティヌスはマニ教に大きな影響を受け、その後プロティノスの新プラトン主義に影響を受けた。キリスト教への改宗と洗礼(387)の後、彼はさまざまな方法と異なる視点を取り入れて、哲学と神学に対する独自のアプローチを切り開いた。
アウグスティヌスは新プラトン主義を選択的に利用した。彼は、キリスト教の神、または少なくとも神の特定の側面を表す同等の用語として、新プラトン主義的なヌースと善のプラトン形式（または「善のイデア」 ）の両方を使用した。例えば、神、ヌースは、魂を通してだけでなく、物質に直接作用することができ、人類が経験する世界に働きかける魂に関しては、天使のように扱われる人もいる。
スコラ哲学は、中世のカトリックヨーロッパにおける固有の種類の哲学として、ずっと後になってより明確に定義されるようになった。この時代、スコラ哲学者は同時代のユダヤ人やイスラム教徒と同様に、アリストテレスだけでなく、アウグスティヌスやボエティウスのような後期古典解釈者にも基づいて知性の概念を研究した。アリストテレスの新しく直接的な解釈のヨーロッパにおける伝統が発展し、最終的にはイスラム世界からのアリストテレス解釈の一部、最も注目すべきは全人類にとって一つの「活動的な知性」であるというアヴェロエスの教義に対して、部分的に成功を収めて議論するのに十分に強力なものとなった。著名な「カトリック」（アヴェロエス派とは対照的な）アリストテレス主義者には、アルベルトゥス・マグヌスやトマス・アクィナス（トマス主義の創始者）が含まれており、トマス主義は今日までさまざまな形で存在している。ヌースに関しては、トマス主義は、知性は非物質的で身体器官から分離されていると主張するアリストテレス主義者に同意するが、キリスト教の教義によれば、知性だけでなく人間の魂全体も不滅である。

### 東方正教
東方正教における人間のヌースは、「心または魂の目」または「心の知性(mind)」である。人間の魂は神によって神の姿に似せて創造され、人間の魂は知的であり、音楽的である。シリアのタラシウス(en)は、神は「御霊を受け取り、ご自身についての知識を獲得する能力を備えた存在を創造された。神はそのような存在に奉仕するための感覚と知覚をこの世にもたらした」と書いている。東方正教会のキリスト教徒は、神は知性と知識能力を備えた人類を創造することによってこれをなされたと考えている。
人間の推論だけでは十分ではない。分析を逃れ、概念で表現できない「不合理な残留物」が常に残る。物事のこの不可知な深さこそが、物事の真の定義できない本質を構成し、神の中で物事の起源を反映するものでもある。東方キリスト教では、信仰または直感的な真実によって、物体の存在のこの要素が把握される。神はそのエネルギーを通して私たちをご自分に引き寄せるが、神の本質には依然としてアクセスできない。信仰の働きは、人類が未来や未知に直面するための自由意志の手段であり、これらの知性的（ノエティック）な働きは洞察または知覚（ノエシス）の概念に含まれている。したがって、東方キリスト教では信仰（ピスティス）は知覚（ノエシス）と同じ意味で使われることもある。
天使には知性とヌースがあるが、人間には理性、ロゴス（真理）とディアノイア（論理的認識）、ヌース（直感的認識）と感覚の両方がある。これは、人間は小宇宙であり、創造物全体または大宇宙の表現であるという考えに基づいている。人間のヌースは人類の堕落(Fall of Man)後（ヌースに対する理性の反逆の結果であった）暗くなったが、ヌースの浄化（治癒または修正）（ヘシカズムなどの禁欲的な実践によって達成された）の後は、人間のヌース（「心の目」）は神の創造されなかった光を見て（そして神の創造されなかった愛と美しさを感じ、その時点でヌースは途切れることのない、心の祈りを開始する）、照らされ、その人が正統派の神学者となることを可能にする。